# Castello (negyed)

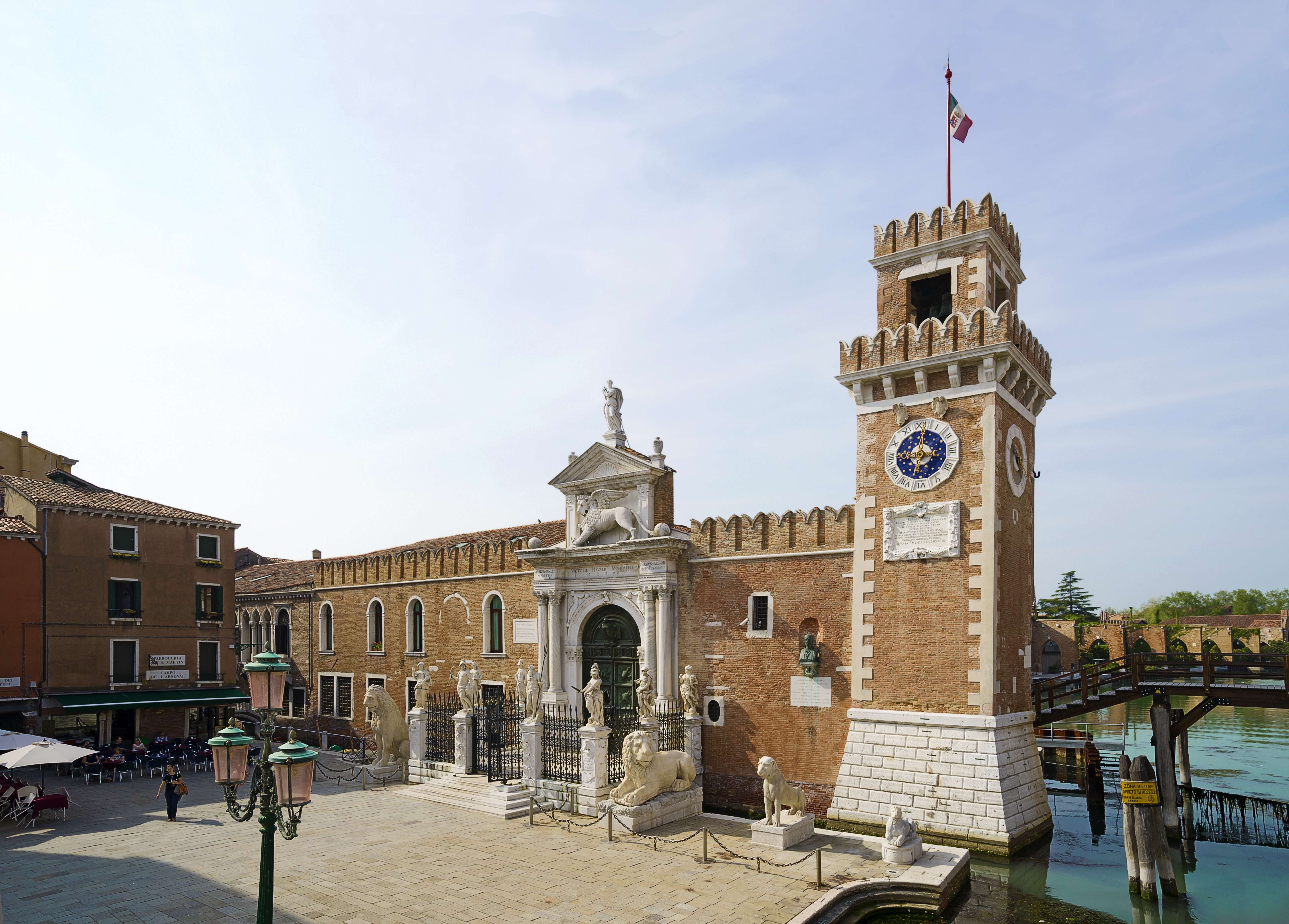
Velence, Arzenál

Castello negyed (olaszul Sestiere di Castello, velenceiül Sestièr de Casteło) Velence Venezia-Murano-Burano községének kisebb közigazgatási egysége a város történelmi központjában, annak is legkeletibb részén. Egyike a centrum legrégebben betelepült részeinek, már az V-VI. században lakott volt. A Castello nevet arról az erődről kaptak, amelyet először emeltek itt a hajótámadások elleni védelmül.

## Híres utcái és terei
- Calle degli Albanesi: az utcában rengeteg olyan albán menekült élt, aki a törökök elől keresett itt menedéket.
- Campo della Tana: erről az utcácskáról lehetett bejutni az Arzenálhoz vezető térre.

## Nevezetességei
- Paloták: Casa Foscolo.
- Templomok: SS. Giovanni e Paolo-bazilika, Chiesa della Pietà, San Francesco della Vigna, San Francesco di Paola, San Giorgio dei Greci e Scuola dei Greci, San Giovanni in Bragora, San Martino,  San Pietro di Castello, San Zaccaria, Sant'Elena, Santa Maria dei Derelitti.
- Szobrok: Bartolomeo Colleoni lovas szobra (Monumento a Bartolomeo Colleoni).
- Múzeumok: Tengerészeti Múzeum (Museo Storico Navale), Arzenál (Arsenale), Querini Stampalia Képtár (Pinacoteca Querini Stampalia), Biennálé-kertek (Giardini della Biennale).
- Céhes házak: Scuola di San Giorgio Degli Schiavoni.
- Giardini pubblici, a város nagy közparkja